# Pardosa nigra
Pardosa nigra är en spindelart som först beskrevs av Carl Ludwig Koch 1834.  Pardosa nigra ingår i släktet Pardosa och familjen vargspindlar. Inga underarter finns listade i Catalogue of Life.